# 600Vビニル絶縁ビニルシースケーブル

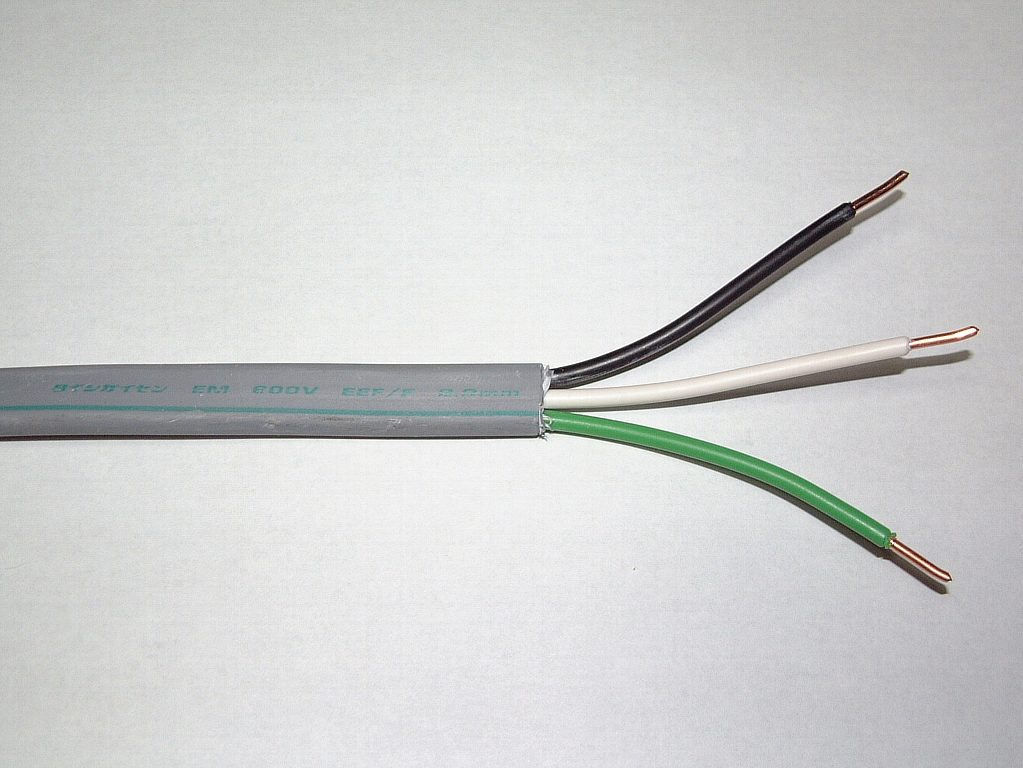
100V系配線向け配色のアース付VVF（写真はエコマテリアル電線の平型のEM-EEF）

600Vビニル絶縁ビニルシースケーブル（ろっぴゃくボルト ビニルぜつえんビニルシースケーブル、英語: 600 V polyvinyl chloride insulated and sheathed cables、略称：VV）は、日本工業規格 JIS C 3342 で定められた屋内電気配線用ケーブルであり、2015年現在、日本の一般家屋の天井裏や壁裏の電気配線に多く使用されている。電気用品安全法で特定電気用品（<PS>Eマークの適用対象）に定められている。
本稿では、環境保護対応のため素材をポリエチレンに変更した 600Vポリエチレン絶縁ポリエチレンシースケーブル（英語: 600 V polyethylene insulated and sheathed cables、略称：EM-EE, 日本工業規格 JIS C 3605）についても併せて記載する。

## 概要
600Vまでの低圧屋内配線用のケーブルである。単線または撚り線の銅線（心線）をポリ塩化ビニル(PVC)で包んで絶縁し、さらにその外側をポリ塩化ビニルのシース（外皮）で包んでいる。心線を一直線に配置した平形(Vinyl insulated Vinyl sheathed Flat-type cable; VVF) と、放射状に配置した円形(Vinyl insulated Vinyl sheathed Round-type cable; VVR)がある。ビニル鎧装ケーブル (vinyl armored cable; VA線）とも呼ばれる。ポリエチレン素材のもの（後述）は平形がEM-EEF、円形がEM-EERである。
シース内に収められる心線の本数は1本（単心、1C）から4本（4心、4C）までが規格上定められており、心線の太さも単線で直径1.0mmから3.2mm、撚り線で公称断面積2mm²から1,000mm²が規定されているが、よく使われるものは直径1.6mmまたは2.0mmの単線で2心または3心のものである。
電線管に収めることなく造営材（柱や梁など）にステップル留め、もしくは天井裏への転がし配線で使用することができる。（天井裏敷設時の防鼠、屋外敷設時の風雨や紫外線からの保護等、保護管の扱いとして電線管に収めることも可能であるが、許容電流量が減少する。）

## 許容電流
流すことのできる電流の許容値（許容電流）は、日本電線工業会がJCS 0168-2（33kV以下電力ケーブルの許容電流計算-第2部：低圧ゴム・プラスチックケーブルの許容電流）として定めている。2心1.6mmのVVFを暗渠中に1条敷設した場合で18A、2.0mmで23Aなど規定されているが、心線の太さ、束ねる条数、電線管に収めるか否かによって許容電流量は変化する。

## 絶縁体の識別色
絶縁体は識別標識を兼ねており、絶縁体素材への色の練り込みや、絶縁体表面への着色などの方法で色付けされている（ポリエチレン素材の場合、白は自然色でもよいとされている）。識別色は規格書に「通常、次による」として規定されているため、市販のケーブルは下表の色に従っているものが多い。
| 単心 | 黒 |    |    |    |
| 2心  | 黒 | 白 |    |    |
| 3心  | 黒 | 白 | 赤 |    |
| 4心  | 黒 | 白 | 赤 | 緑 |

ただし、住宅公団（現・都市再生機構（UR都市機構））や道路公団（現・NEXCO）の発注工事向けに、上記例示色に従わないケーブルも存在する。両者ともアース用の緑色線を含むこと、住宅公団向けでは黒の代わりに単相二線式または単相三線式で第1相を表す赤を使用していることが特徴である。
| 住宅公団 | 赤 | 白 | 緑 |
| 道路公団 | 黒 | 白 | 緑 |

特にケーブル仕様の指定がなく、アースが必要な場合には2心のVVFに緑色のIV線を添わせる形で配線するか、3心VVFの赤線（200V系配線では白線）の末端に緑色のビニールテープを巻いて使用されることが多いが、2005年の内線規程改訂により、特定機器設置箇所へのアース敷設が「義務的事項」に、その他の水回りへも「勧告事項」、さらに居室などすべてのコンセントへのアース敷設が「推奨事項」として定められたことに合わせる形で、下記のようなアース線を含む配色のケーブルも登場している。100V系は道路公団仕様と同じ配色であるが、製品によっては2.0mmの電源線を用いながらも緑線のみ1.6mmとしたり、緑線をシースの中ではなく外側に沿わせる形としたものなどがある。
| アース付(100V系) | 黒 | 白 | 緑 |
| アース付(200V系) | 黒 | 赤 | 緑 |

アース無しの200V系配線向けVVF（黒赤）も存在するがこちらはあまり用いられない。2005年の内線規程改訂で、「住宅に施設する200V用コンセントには接地極付きコンセントを使用すること。」（義務的事項）と定められたことからアースが必要となったためである。
また、内線色指定（いわゆる特注対応）で赤白の組み合わせの2心VVFを製作することも可能ではあるが、住宅に施設する電気回路は、将来的な負荷の増減によって単相三線式配線の一方の相に負荷が偏らないようバランス調整のために分電盤内の配線を入れ替える場合があり、電線の色のみに頼って相や使用目的を同定するべきものではない。

## シース色
シース（外皮）の色は「通常丸形の場合は黒、平形の場合は灰とする。」と規定されている。そのほかにも、ブルー、ホワイト、ブラウンなど様々な色のものが市販されており、「カラーVVF」などと呼ばれている。

## エコマテリアル電線
絶縁体に用いているポリ塩化ビニルは、燃焼すると燃焼条件によってはダイオキシン類が発生する可能性がある。建物火災が発生した場合のほか、解体工事から発生した廃電線から銅を取り出した後の被覆ガラも焼却または埋め立て処理されている。
そのため、環境意識の高まりとともに、同等の絶縁性と耐熱性を持ちながら、燃焼しても有害ガスを発生しないポリエチレン素材を用いたエコマテリアル電線として EM-EEF （600Vポリエチレン絶縁ポリエチレンシースケーブル）が開発され、VVFの代わりに使用することができる。公共工事などでエコマテリアル電線の使用が指定されることがある。